# Femenino Ciudad de Benicarló 2012
Il Femenino Ciudad de Benicarló 2012 è stato un torneo di tennis facente parte della categoria ITF Women's Circuit nell'ambito dell'ITF Women's Circuit 2012. Il torneo si è giocato a Benicarló in Spagna dal 5 all'11 novembre 2012 su campi in terra rossa e aveva un montepremi di $25,000.

## Vincitrici

### Singolare
Laura Pous Tió ha battuto in finale  Dinah Pfizenmaier con il punteggio di 6–4, 6–1

### Doppio
Conny Perrin /  Maša Zec-Peškirič hanno battuto in finale  Andrea Gámiz /  Beatriz García Vidagany con il punteggio di 6–4, 6–3